# فوزان السابق
فوزان بن سابق آل فوزان (1275- 1373 هـ/ 1859- 1954 م) أول سفراء السعودية إلى مصر، شغل المنصب عام 1922 وزيرًا مفوَّضًا، وسفيرًا من 1925 حتى تقاعده عام 1952. اختاره الملك عبد العزيز وكيلًا له في الشام ووزيرًا مفوَّضًا في مصر.

## النشأة
ولد فوزان بن سابق بن عثمان بن فوزان آل عثمان، في مدينة بريدة بالقصيم، عام 1275هـ الموافق 1859م، وبدأ مراحل تعليمه الأولى في مدينته بريدة، ثم واصل جهوده في طلب العلم في مدينة الرياض، ثم سافر إلى الزبير والكويت، ونال نصيبًا من العلم هناك على يد بعض مشايخ عصره، ثم سافر إلى الهند للدراسة على علمائها، وقد حفظ القرآن الكريم أثناء وجوده في بلده بريدة، وكان قد تلقى العلم على يد عدد من الشيوخ والعلماء من أشهرهم الشيخ سليمان بن محمد بن سيف، والشيخ ناصر بن سليمان السيف الذي تعلم على يديه القرآن الكريم والكتابة في كتاتيب بريدة، والشيخ أمين الشنقيطي، الذي درس على يديه في رحلته إلى الزبير والكويت، والشيخ سليمان بن علي بن مقبل، والشيخ محمد بن عمر بن سليم، والشيخ محمد بن سليم، والشيخ عبد الله بن عبد اللطيف بن عبد الرحمن بن حسن آل الشيخ، وقد درس عليه في مدينة الرياض، أما الشيخ نذير حسين -عالم الهند- فقد درس عليه الحديث ومصطلحه، والتفسير، في مدينة دلهي بالهند، والشيخ سلامة الله الهندي، والشيخ حسين بن حمد الأنصاري، ومن خلال رحلاته العلمية هذه زامل عددًا من طلبة العلم الذين أصبحوا فيما بعد من علماء القرن الرابع عشر الهجري، مثل الشيخ علي بن وادي، الذي رافقه في رحلاته إلى الرياض والزبير والهند، والشيخ عبد الله بن مفدى وسليمان بن سحمان وعبد الله بن حسن ومحمد بن إبراهيم وعبد العزيز المرشدي وسعد بن حمد بن عتيق، الذي كان يدرس في الهند.

## رحلاته العلمية
تنقل في رحلاته العلمية من وسط نجد إلى الكويت والعراق لينتهي به المطاف إلى شبه القارة الهندية، ليواصل بعدها رحلاته لإتمام طلب العلم، وساعيًا لتنفيذ أعمال ونشاطات تجارية في كل من مصر والشام، لا سيما بعد أن كلف من قبل الملك عبد العزيز بأعمال ومهام دبلوماسية وسياسية.
لهُ كتاب بعنوان «البيان والإشهار لكشف زيغ الملحد الحاج مختار».

## رحلاته التجارية
استفاد من رحلاته العلمية -عدا طلب العلم– معرفته لطبائع، وعادات، وأساليب، وأنماط المعيشة، في جميع الدول والأماكن التي نزلها، كما استطاع من خلال هذه الرحالات أن يحدد أوجه نشاطه التجاري الذي بدأ به، بعد أن أنهى رحلته الطويلة في طلب العلم، ولذا فقد شرع منذ عودته بممارسة تجارة الإبل والخيول، حيث يشتري الخيول من أسواق نجد، ويعرضها في الشام والعراق ومصر، وعرف عنه الشيخ بأنّه أحد أكبر تجار «العقيلات» الذين لم تقف سفراتهم وتنقلهم على الشام والعراق، بل وصلت مصر وربما إلى ليبيا، ولذا فقد كان «أمير العقيلات» في كثير من رحلاتهم.

## مهام دبلوماسية
اتصل الشيخ «فوزان» بالملك عبد العزيز بعد دخول الملك للرياض عام 1319هـ الموافق 1902م، واشترك معه في معركة جراب عام 1333هـ الموافق 1915م، وفي عام 1340هـ الموافق 1921م كان الشيخ فوزان موجوداً في الشام، وحينها كانت سورية تحت الانتداب الفرنسي، فاختاره الملك عبد العزيز -آنذاك- وكيلاً له في منطقة الشام، حتى عُرف بعد ذلك بوكيل «عظمة سلطان نجد»، وبعد ضم الحجاز عام 1344هـ الموافق 1925م أذن الملك عبد العزيز للسابق بالسفر من الشام إلى مصر، وكلفة بأعمال وكالة مملكة الحجاز حينها، وأصبح مسماها حين تسلمها وكالة «مملكة الحجاز وسلطنة نجد وملحقاتها»، حتى تمَّ توحيد المملكة تحت مسمى المملكة العربية السعودية، وذلك يوم الخميس 21 جمادى الأولى عام 1351هـ الموافق 22 سبتمبر 1932م، ليصبح مسماها وكالة المملكة العربية السعودية في مصر.

## وكالة ومفوضية
بعد إبرام معاهدة الصداقة وحسن الجوار بين المملكة العربية السعودية والمملكة المصرية في عام 1355 الموافق 1936م تحولت الوكالة إلى مفوضية، وأصبح فوزان السابق وزيرًا مفوضًا للمملكة العربية السعودية في مصر، وافتتح مقر المفوضية رسمياً بحضور رئيس وزراء مصر الزعيم مصطفى النحاس باشا، وبحضور عدد من الشخصيات المهمة ورجال السياسة العرب والمصريين، وعيّن عددًا من الوكلاء لرعاية مصالح القادمين من السعودية من «العقيلات» تجار المواشي من الإبل، والخيول، في غزة بفلسطين ومنهم: عبد العزيز بن عبيد في العريش وعبد العزيز بن جميعة في القنطرة الشرقية، وعبد الله وسليمان الرميح في الإسماعيلية، وحمد بن مسلم، وإن كان هؤلاء الوكلاء يتولون الأعمال شرفيًا، فقد كانوا يقومون على خدمة الرعايا السعوديين بكل جد ونشاط، وكان فوزان السابق يمثل المملكة العربية السعودية في الاجتماعات الرسمية، وكان على رأس مستقبلي الملك عبد العزيز في زيارتيه لمصر عام 1365هـ الموافق 1945م، وعام 1366هـ الموافق 1946م، وهو الوزير المفوض والمندوب فوق العادة لدى الحكومة المصرية، وعندما توسعت أعمال القنصلية عُين الشيخ عبد الله بن إبراهيم الفضل قنصلاً عامًا، وزُودت المفوضية بعدد من الموظفين.

## المهام
تعددت مهام وأعمال السابق في مصر، حيث المناشط الثقافية، والعلمية، والسياسية، والاجتماعية، وعليه فقد كان عميد السلك الدبلوماسي في مصر لأكثر من 20 سنة، ولذا فقد سعى مع الملك عبد العزيز بطبع عدة كتب مهمة مثل (المغني) و (الشرح الكبير) و (تفسير ابن كثير) و (تفسير البغوي) و (مجموعة التوحيد) و (مجموعة الحديث) و (مجموعة المتون) و (الرسائل والمسائل النجدية) و (البداية والنهاية في التاريخ لابن كثير)، وغيرها من الكتب، وقد تولى طبع هذه الكتب والإشراف عليها الشيخ محمد رشيد رضا، وكان الشيخ «فوزان» –طوال مدة إقامته بالقاهرة– إذا علم بين أحد من أهلها نزاعا أو خلافا حل مشكلتهم برأيه وماله، وله هيبة عظيمة، وتقدير في نفوس الرعايا السعوديين، إذ كان عقيل تجار الخيل والإبل يرتادون مصر بالألوف سنوياً، ويقيم بعضهم هناك عدة شهور للتجارة بالخيل، والإبل، والأغنام، كما نسخ، بخط يده، عددًا من الكتب في أوائل القرن الثالث عشر الهجري، وطبع كتاب «قواعد ابن رجب» وعمل لتلك القواعد فهرسًا منظمًا ومصوغًا صياغة فقهية مفيدة، على نفقته، إضافة لكتب أخرى قام بطباعتها.

## تربية الخيل
عرف عنه حبه وشغفه بتربية الخيول العربية الأصيلة، وكان من أشهر مربي الخيل في مصر، وكان هو مالك الجواد الشهير (مهلهل) الذي كان من مقتنيات إسطبله في «المطرية» بمصر، حيث ارتبط هذا الجواد باكتشاف النفط في المملكة العربية السعودية، والذي أهداها في سنة 1927م، إلى مستر تشارلز كرين والذي بدوره نقل الحصان مهلهل على ظهر أحد المراكب المتجهة إلى أمريكا من ميناء الإسكندرية، ليستقر في ولاية فرجينيا.

## تقاعده
طلب مراراً من الملك عبد العزيز أن يُعفيه من منصبه، لكن الملك عبد العزيز لم يوافق إلاّ بشرط، أن يختار من يحل محله، وأن يدرَّبه على أعمال المفوضية، فاختار الشيخ «عبد الله بن إبراهيم الفضل» كأحد الرجال الموثوق بهم، وبعد أن تمرّس بالعمل، وافق الملك عبد العزيز على إحالة الشيخ «فوزان» إلى التقاعد عام 1367هـ الموافق 1948م وعمره حوالي (90) عامًا.

## وفاته
توفي في الرابع من شهر جمادى الأولى 1373هـ الموافق 9 يناير 1954م، ودفن بالقاهرة، وذلك عن عمر يناهز المئة عام (98) سنة.

## تكريمات
سمي على اسمه أحد شوارع مدينة الرياض، السعودية.